# Songkok

Sukarno einen Songkok tragend

Der Songkok (malaiisch; auch Peci oder Kopiah genannt) ist eine traditionelle indonesische Mütze in Form eines Kegelstumpfes. Er wird fast immer aus Filz, Wolle oder Samt hergestellt. Verbreitete Verwendung findet er vor allem unter Männern in Indonesien, Malaysia, aber auch in Brunei, Singapur, im Süden Thailands und der Philippinen.
Die Kopfbedeckung wird nicht nur von muslimischen Männern getragen, wie man z. B. des Öfteren beim ehemaligen christlichen Gouverneur Jakartas, Basuki Tjahaja Purnama sehen kann.
Dem Songkok ähnliche Kappen werden u. a. in Marokko getragen.
Getragen wird der Songkok in besonderen Anlässen wie bei einer Hochzeitsfeier, bei einer Beerdigung oder bei islamischen Festen. Zur Alltagskleidung wurde der Songkok mit der Ankunft des Islam im 13. Jahrhundert im malaiischen Archipel.
In einigen Teilen Indonesiens wird der Songkok als Peci (vor allem die Variante aus schwarzem Filz) und in Mindanao, auf Borneo und in Westjava als Kopiah bezeichnet.
In Indonesien wird der Peci auch als nationalistisches Symbol eingesetzt. Unter anderem wurde er oftmals von den Präsidenten Sukarno (1945–1967) und Suharto (1967–1998) getragen, sowie – vor allem in der Zeit des Orde Baru – allgemein von Politikern und Beamten, wobei mit der Höhe des peci der Rang des Trägers angezeigt wird.